# Луцій Елій Цезар
Луцій Елій Цезар (лат. Lucius Aelius Verus Caesar; 13 січня 101 —1 січня 138) — державний та військовий діяч Римської імперії, консул 136 і 137 років.

## Життєпис
Походив з етруського роду Цейоніїв. Син Луція Цейонія Коммода, консула 106 року.
Завдяки своєму батькові увійшов до почту імператора Адріана. У 130 році призначається претором. В цей час або трохи раніше одружився зі зведеною сестрою Авідією Плавцією (у них була одна мати — Ігнота Плавція). У 136 році останній всиновив його, давши ім'я Луцій Елій Вер Цезар. Сучасники вважали, що Вер був або позашлюбним сином Адріана, або коханцем.
Того ж року призначений консулом разом з Секстом Веттуленом Цивікою Помпеяном. Через декілька місяців Луцій Вер отримав посаду імператорського консула—пропретора у Паннонії. Тут у м. Карнутум очолив римські легіони. Протягом 136—137 років вів війни з племенами маркоманів та квадів. Декілька разів спустошував прикордонні землі. У результаті на деякий час загроза з боку цих германців усунулася. У 137 році вдруге став консулом, цього разу разом з Публієм Целієм Бальбіном Вібуллієм Пієм. Помер 1 січня 138 року Луцій Цезар від сухот.

## Родина
Дружина — Авідія Плавція
Діти:
- Луцій Вер (130—169), імператор у 161—169 роках
- Гай Авідій Цейоній Коммод
- Цейонія Фабія
- Цейонія Плавція